# Delta Aurigae
Désignations
Delta Aurigae (δ Aur / δ Aurigae) est une étoile binaire de la constellation du Cocher. Sa magnitude apparente est de 3,72. D'après la mesure de sa parallaxe annuelle par le satellite Hipparcos, elle est située à environ ∼ 126 a.l. (∼ 38,6 pc) de la Terre.
Située sur l'ascension droite 6h (comme π, β et θ Aurigae) et ayant une déclinaison de plus de 54°N, Delta Aurigae est circumpolaire au-delà de la latitude 36°N.

## Propriétés
Delta Aurigae est une binaire spectroscopique à raies simples ainsi qu'une binaire astrométrique,. Sa binarité n'a été mise en évidence qu'en 1999, plus d'un siècle après les premières mesures de sa vitesse radiale en 1897. Les deux étoiles tournent l'une autour de l'autre selon une période orbitale de 1 283,4 jours (soit 3,514 ans) et avec une excentricité de 0,231.
Sa composante visible est une étoile géante rouge de type spectral K0IIIb d'une température de surface de 4 825 K. Vu la faible amplitude de la variation de la vitesse radiale du système, le compagnon est très probablement une naine orange ou une naine rouge de type précoce qui fait environ la moitié de la masse du Soleil.
Delta Aurigae possède également trois compagnons optiques ; le plus brillant possède une magnitude de +9,7 et est distant de 124,4 secondes d'arc du système primaire en date de 2003. Ses deux autres compagnons sont des étoiles de 10e et 11e magnitude.

## Noms
En astronomie indienne, elle porte le nom sanskrit Prajāpati (प्रजापति), « le maître de la Création »,.
En chinois, 八穀 (Bā Gǔ), signifiant huit types de cultures, fait référence à l'astérisme comprenant δ Aurigae, ξ Aurigae, 26 Camelopardalis, 14 Camelopardalis, 7 Camelopardalis, 9 Aurigae, 11 Camelopardalis et 31 Camelopardalis. Par conséquent, δ Aurigae elle-même est appelée 八穀一 (Bā Gǔ yī, la première étoile des huit types de cultures.